# Jerry Schatzberg
Jerrold Ned Schatzberg (Bronx, Nova Iorque, 26 de Junho de 1927) é um fotógrafo e cineasta norte-americano.
Em 1971, assinou na realização de: Os Viciados (The Panic in Needle Park) (1971), O Espantalho (Scarecrow) (1973), A Sedução de Joe Tynan (The Seduction of Joe Tynan) (1979), Custou mas Valeu (No Small Affair) (1984), Nova Iorque, Cidade Implacável (Street Smart) (1987) e Reunião (Reunion) (1989).

## Vida pessoal
Casou com a atriz Faye Dunaway de 1966 a 1968.